# Геня
Геня е много малко село в Северна България. То се намира в Община Дряново, област Габрово.